# 淑儀范氏
淑儀范氏（しゅくぎはんし、スギィポムシ、1838年 - 1883年）は、李氏朝鮮第25代王哲宗の後宮。永恵翁主の生母。本貫は錦城范氏。

## 生涯
1838年、范元植の娘として生まれた。女官（内人/ナイン）として入宮した後、哲宗の寵愛を受けたが、後宮に昇格しなかった。1859年、女官の身分のまま、永恵翁主を生んだ。哲宗の死後、1866年（高宗3年）、神貞大王大妃によって、范氏は淑儀に昇格した。そしてこの時、彼女の生んだ娘も翁主に封じられ、永淑翁主の爵号を受けた。後日、永恵翁主に改封された。
1863年、哲宗の死後、宮殿の外で永恵翁主と一緒に住んだが、この時の大邸宅を建てる際、必要な量、生活費は、全て、戸部が支給した。1883年、46歳で死去した。
祭物は、戸部から支給されており、現在後、ソウル特別市西大門区弘恩洞に埋葬された。その後、1969年に高陽市にある西三陵の後宮墓地に改葬される。
哲宗との間に、永恵翁主を儲けた。哲宗の子の中で唯一、永恵翁主は10代まで生き残ったが、朴泳孝と結婚して3ヶ月後の1872年7月4日に死去したことで、哲宗の系統が断絶した。

## 家族
- 父：范元植（ポム・ウォンシク、生没年不詳
- 母：不詳
- 夫：哲宗
- 娘：永恵翁主（1859年-1872年7月4日）
  - 婿：朴泳孝

## 登場作品
- 風と雲と雨（演：ワン・ビンナ） - 2020年、朝鮮放送。